# 7315-ös mellékút (Magyarország)
A 7315-ös számú mellékút egy négy számjegyű mellékút Veszprém vármegyében, a Déli-Bakony nyugati részén. Ajka városát köti össze néhány, a délnyugati szomszédságában található településsel.

## Nyomvonala
Ajka déli részén indul, a 7309-es útból kiágazva, kevéssel annak 7+400-as kilométerszelvénye után, nyugat-délnyugati irányban. Pár száz méter után a lakóházak közül ipari területre lép, közben keresztezi a Padragi-víz folyását. Nem sokkal az első kilométerén túl már Halimba területére ér, ott kicsit délebbre fordul és a Kossuth Lajos utca nevet veszi fel. 1,6 kilométer után éri el a település első házait, 2,7 kilométer után pedig ki is lép a községből. A 3+700-as kilométerszelvényétől Szőc területén húzódik, a pár utcás kis település északi peremén halad el – itt ismét nyugatibb irányt követve –, kevéssel a negyedik kilométerének elhagyása után. 5,3 kilométer után Nyirád közigazgatási területére lép, de itt csak külterületi településrészekkel találkozik. A 7317-es útba beletorkollva ér véget, annak 10+400-as kilométerszelvényénél, a község központjáról északra.
Teljes hossza, az országos közutak térképes nyilvántartását szolgáló kira.gov.hu adatbázisa szerint 8,715 kilométer.

## Települések az út mentén
- Ajka
- Halimba
- Szőc
- (Nyirád)